# Vombisidris
Vombisidris é um gênero de insetos, pertencente a família Formicidae.

## Espécies
- Vombisidris acherdos
- Vombisidris australis
- Vombisidris bilongrudi
- Vombisidris dryas
- Vombisidris harpeza
- Vombisidris lochme
- Vombisidris nahet
- Vombisidris occidua
- Vombisidris philax
- Vombisidris regina
- Vombisidris renateae
- Vombisidris xylochos